# Contea di Jianhe
La contea di Jianhe (剑河县S, Jiànhé XiànP) è una contea della Cina, situata nella provincia del Guizhou e amministrata dalla prefettura autonoma miao e dong di Qiandongnan.